# Melva Saunders
Melva Claire Saunders, coniugata Hancock (Mayfield, 9 maggio 1931 – 29 maggio 2021), è stata una cestista australiana.

## Carriera
Con l'Australia ha disputato i Campionati del mondo del 1957.